# John Wilson (dirigent)
John Wilson, född 1972, är en brittisk dirigent, arrangör och musikvetare, som dirigerar såväl orkestrar och operor som storbandsjazz. Han är konstnärlig ledare för Sinfonia of London.

## Biografi

### Uppväxt och utbildning
Wilson föddes i Gateshead, Tyne and Wear. Han gick på Breckenbeds Junior High School i Low Fell och sedan på Heathfield Senior High School i Gateshead. 
I slutet av 1980-talet studerade han musik vid Newcastle College, där han dirigerade en mängd olika ensembler, inklusive en 96-mannaorkester och kör för en konsertversion av West Side Story. Han skrev och regisserade sin egen pantomim under denna period och han dirigerade också för många lokala amatörteatersällskap. Därefter studerade han vid Royal College of Music, först som slagverkare och senare i komposition och dirigering. Wilson vann institutionens Tagore Gold Medal för enastående akademisk excellens under sin tid vid Royal College of Music.

### Karriär
Wilson utsågs 2004 till musikregissör för Hollywood-filmen Beyond the Sea, en biopic om Bobby Darins liv med Kevin Spacey i huvudrollen. 
2007 dirigerade Wilson BBC Concert Orchestra i en BBC Proms-konsert med brittisk filmmusik, följt av 2009 dirigerade han sin egen John Wilson Orchestra i deras Proms-debut, en hyllning till MGM Musicals, och gjorde ytterligare ett framträdande i 2010 års Proms för att fira Rodgers & Hammerstein. Wilson gjorde ytterligare ett framträdande på Proms under säsongen 2011, med titeln "Hurra för Hollywood", med sin orkester med Maida Vale Singers och solister. 2012 gav han och hans orkester ytterligare två framträdanden på BBC Proms. Den första var en fullständig rekonstruktion av My Fair Lady som sändes på radio, den andra var en hyllning till kompositörerna och arrangörerna av "The Broadway Sound" som visades på BBC Two.
John Wilson Orchestra medverkade i varje Proms-säsong från 2009 till 2019, med en halvscenad version av Rodgers & Hammersteins Oklahoma! som var 2017 års Prom.
Under de senaste åren har Wilson fokuserat på att dirigera orkestrar och operor, och inledde den senare med en serie föreställningar av Ruddigore för Opera North i början av 2010. Han har dirigerat London Symphony Orchestra, bland annat vid den brittiska premiären av Mark-Anthony Turnages Håkan, en konsert för trumpet och orkester. Wilson har också dirigerat Philharmonia Orchestra, Royal Liverpool Philharmonic Orchestra, Sveriges Radios Symfoniorkester, Glyndebourne Touring Opera, Sydney Symphony Orchestra, CBSO, och dirigerar regelbundet BBC Philharmonic Orchestra. I juli 2017 gjorde han sin debut med Concertgebouworkestern i Amsterdam, där han framförde ett program med verk av Leonard Bernstein och framträdde vid Proms som dirigent för BBC Scottish Symphony Orchestra i sin roll som biträdande gästdirigent.
Han var chefsdirigent för RTÉ Concert Orchestra från den 1 januari 2014 till december 2016. Wilson tillträdde tjänsten som biträdande gästdirigent för BBC Scottish Symphony Orchestra i september 2016.
Wilson har gjort flera skivinspelningar, både med sin egen orkester och som gästdirigent, inklusive en pågående[när?] serie skivor med musik av Aaron Copland, med BBC Philharmonic, för Chandos Records.
År 2018 reformerade John Wilson Sinfonia of London för att genomföra en serie inspelningar, som började med en inspelning av Korngolds symfoni i fiss för Chandos Records.
Han är mecenat för The British Art Music Series tillsammans med James MacMillan och Libby Purves.
Wilson är även arrangör och orkestrerare och har producerat ett flertal orkestreringar för film, radio och TV. 2000 orkestrerade han Sir Richard Rodney Bennetts skådespelsmusik för en BBC-produktion av Gormenghast. Musiken belönades med Ivor Novello Award för bästa filmmusik. Wilson orkestrerade och dirigerade Howard Goodalls musik till BBC-filmen The Gathering Storm från 2002 om Winston Churchills liv.
Wilsons intresse för historisk filmmusik har lett till att han restaurerat klassisk filmmusik och han håller för närvarande på att rekonstruera orkestreringarna av alla de stora MGM-musikaler, särskilt de av Conrad Salinger. Många av de ursprungliga filmmanuskripten förstördes av MGM 1969 och kvar fanns bara de korta partiturerna eller klaverutdragen, som Wilson använde som en guide när han rekonstruerade. Han beskrev i en intervju att "att transkribera musik från soundtracket är en otroligt mödosam process och ibland går det väldigt, väldigt långsamt. Cyklonsekvensen från Trollkarlen från Oz tog en evighet. Jag minns att jag tillbringade en hel söndag med att göra musik på tre eller fyra sekunder, så komplex är den scenen, med toner som flyger över hela sidan!"